# Abidin Dino
Abidin Dino, né le 23 mars 1913 à Constantinople et mort le 7 décembre 1993 à Villejuif, est un peintre turc. Il est l'époux de Güzin Dino.

## Musées
- Musée national des Beaux-Arts d'Alger, Alger